# 内分泌学
内分泌学（ないぶんぴつがく、ないぶんぴがく、英語: endocrinology）は、内分泌及び内分泌器を研究する生物学の一分野である。
本項ではとくに、ヒトを対象とした、医学の一分野である内分泌学について述べる。

## 概要
医学における内分泌学は「内分泌機能」を中心とした人体の正常および病態を扱う分野として位置づけられている。内分泌学は生体内代謝と密接に関連していることから、学問的により広い概念として「内分泌・代謝」と一括りにして扱われることも多く、病院の診療科もこれに準じたものとなっていることが多い（「内分泌・代謝科」など）。
内分泌学は内科学領域に包含される部分が多いが、産婦人科学や泌尿器科学の一分野である生殖内分泌学も内分泌学に含まれる。また、内分泌疾患の外科的・内科的治療を行う内分泌外科も存在する。下垂体腺腫の場合、脳神経外科による治療が行われることもある。

## 内分泌
分泌とは、細胞が化学伝達物質を細胞内から細胞外へ放出することである。内分泌とは、細胞が放出する化学伝達物質を血管内へ放出すること。内分泌の「内」とは血管の事。肺や消化管は体外と通じている事に対して、血管は体内で閉じた系なので内と言う。化学伝達物質には、ホルモン等がある。

### ホルモンとは
ある内分泌器から分泌され、他の器官にさまざまなシグナルを送る物質である。このあたりの概念は年々変遷しつつあるが、生物の成長と生命の維持に不可欠な物質であり、ホルモンの量が多すぎたり、少なすぎたりすることで様々な病気を生じさせる。

### ホルモンを分泌する臓器
1. 視床下部: もっとも上流に位置するホルモン分泌臓器である。さらに上流には脳が存在する。視床下部から分泌されるホルモンはCRH（副腎皮質刺激ホルモン放出ホルモン）, TRH（甲状腺刺激ホルモン放出ホルモン）, LH-RH（黄体形成ホルモン放出ホルモン）, GRH（成長ホルモン放出ホルモン）, PIF（プロラクチン抑制因子）, ADH（抗利尿ホルモン）、ドーパミンなどである。
2. 下垂体: 視床下部の下流に位置し上記のホルモンをうけて下垂体前葉からACTH（副腎皮質刺激ホルモン）, TSH（甲状腺刺激ホルモン）, FSH（卵胞刺激ホルモン）, LH（黄体化ホルモン）, GH（成長ホルモン）, PRL（プロラクチン）や、下垂体後葉に送られてきたADHを血中に放出する。
3. 甲状腺
4. 副甲状腺
5. 副腎

## 代表疾患

### 視床下部
1. 視床下部性肥満
  1. フレーリッヒ症候群（ふれーりっひしょうこうぐん、Fröhlich症候群）
    - 視床下部の障害による肥満と性器発育不全。
    - 病態
肥満は視床下部にある満腹中枢の障害によって起こり、性器発育不全は視床下部から出る生殖腺刺激ホルモン放出ホルモンの分泌不全によって黄体形成ホルモンや卵胞刺激ホルモンの分泌が低下して起こる。
    - 症状
      - 症候性肥満
      - 性器発育不全

    - 原因
頭蓋咽頭腫など腫瘍や、炎症、外傷等の器質性疾患である。

  2. プラダー・ウィリー症候群
  3. ローレンス・ムーン・ビードル症候群

### 下垂体
1. 下垂体性巨人症・先端巨大症: 成長ホルモンが異常に放出される（GH↑）事により起きる疾患で下垂体巨大腺腫が原因。全体的にでかいのが巨人症、骨端閉鎖後に骨のはしっこのみ成長してしまったのが末端肥大症（アントニオ猪木の様に目の上の眉弓が張り出しあごがしゃくれあがる）。また、ジャイアント馬場も巨人症患者であった。治療としては外科的に腺腫を切除する（Hardyの手術など）。
2. 低身長症（かつては小人症と呼ばれていた）: 成長ホルモンの分泌不良（GH↓）により生じる疾患で低身長を生じる。成長期に生じる。治療としてはリコンビナントGHを皮下注する。
3. 成人GH分泌不全症： 小児期からのGH分泌不全症や、成人期における器質的疾患・外傷によるもの、また成人期特発性のものなどがある。易疲労感、抑鬱気分、性欲低下、皮膚乾燥・菲薄化、内臓脂肪増加、筋力低下、骨量低下などが見られる。治療はGH補充療法である。
4. クッシング病: 副腎皮質刺激ホルモンが異常分泌（ACTH↑）される病気。中心性肥満、満月様顔貌（moon face）、野牛肩（buffalo hump）、多毛、糖尿病、高血圧など特徴的臨床所見を呈し典型例の診断は容易。下垂体、副腎、異所性の3パターンのクッシング症候群のうち最初に脳外科医クッシングに発見された下垂体病変のみを特にクッシング"病"と呼ぶ。
5. ACTH単独欠損症: 下垂体前葉より分泌されるホルモンの中で、副腎皮質刺激ホルモンだけが分泌不良（ACTH↓）となり、二次性の副腎皮質機能低下症をきたす病気。新生児発症のものと成人発症のものがある。成人発症のものには自己免疫的機序によると思われる例が多い。副腎不全症状や、電解質代謝異常、低血糖などにより発見されることが多い。治療はグルココルチコイドの補充である。
6. 乳汁分泌ホルモン産生腫瘍（プロラクチン産生腫瘍、プロラクチノーマ、Forbes-Albright症候群、フォーブスオールブライト症候群）
乳汁分泌ホルモン産生腫瘍（にゅうじゅうぶんぴほるもんさんせいしゅよう）は、乳汁分泌ホルモン産生下垂体腺腫。
  - 歴史
    - 発見
フォーブスとオールブライトによって報告された。
7. SIADH （抗利尿ホルモン不適合分泌症候群）
8. 中枢性尿崩症
9. 自己免疫性視床下部下垂体炎：リンパ球性下垂体前葉炎やリンパ球性漏斗下垂体後葉炎。

### 甲状腺
1. 甲状腺機能亢進症
  1. プランマー病（Plummer病、Plummer disease）
プランマー病（ぷらんまーびょう）は、良性の機能性甲状腺腺腫。
    - 検査
      - 甲状腺シンチグラフィ
結節部に集積 (hot nodule) を認める。
      - 治療
良性腫瘍なので、根治療法として手術療法を行う。手術は、腫瘍を切除する。

  2. バセドウ病 (Graves'病)
2. 甲状腺機能低下症
3. 甲状腺炎
  1. 亜急性甲状腺炎
  2. 無痛性甲状腺炎
  3. 慢性甲状腺炎（橋本病）

### 副甲状腺
1. 副甲状腺機能亢進症
  1. 原発性副甲状腺機能亢進症
副甲状腺の腺腫、過形成、癌などによりPTHの過剰分泌がおこる。
2. 副甲状腺機能低下症

### 副腎
1. 先天性副腎皮質過形成(congenital adrenal hyperplasia;CAH)
ステロイドホルモン合成に関する酵素の先天的な欠損により、様々なホルモンの欠乏/過剰を来す。医師国家試験では1桁目が1のものは男性化を起こし、10桁目が1のものは高血圧を起こすと簡略して覚えられることもある。
2. 副腎皮質機能低下症
3. アルドステロン症
副腎皮質からのアルドステロン分泌過剰
4. クッシング症候群
副腎皮質からのコルチゾール分泌過剰
5. 褐色細胞腫
副腎髄質からのカテコラミン分泌過剰

### 膵臓
1. 糖尿病
2. グルカゴン産生腫瘍（グルカゴノーマ）
グルカゴン産生腫瘍（ぐるかごんさんせいしゅよう）は、グルカゴンを産生する腫瘍。
  - 症状
三大症状は
    - 高血糖
    - 口内炎
    - 壊死性遊走性紅斑（えしせいゆうそうせいこうはん、necrolytic migratory erythema）
3. インスリノーマ
インスリン産生腫瘍。低血糖になる。小さな腫瘍であることが多く、局在診断に注意。
4. ガストリノーマ
ガストリン産生腫瘍。典型的にはZollinger-Ellison症候群を呈する。MEN-1に注意すること。

## 代謝異常症

### 金属代謝異常症
生体は多くの金属を利用しており、各金属に特異的な蛋白を持っている。金属特異的蛋白が異常を来たす等すると各金属の代謝異常が起こる。
- 金属 : 病気
- 鉄 : ヘモクロマトーシス
- 銅 : 肝レンズ核変性症

### ポルフィリン症
- 急性間欠性ポルフィリン症
急性間欠性ポルフィリン症（きゅうせいかんけつせいぽるふぃりんしょう、en:acute intermittent porphyria、AIP）は、ポルフィリン症の一種。
  - 原因
肝臓でポルフォビリノーゲン（以下PBG）からウロポルフィリノーゲン（以下UROgen）を合成する酵素:ポルフォビリノーゲンデアミナーゼの先天異常。常染色体優性遺伝。肝性ポルフィリン症。
  - 症状
    - 急性発作時
赤ワイン色の尿が出る。赤ワイン色の尿をブドウ酒色尿と言う。

  - 統計
    - 年齢
20歳～40歳代に多い。
    - 性差
女性に多い
    - 発症頻度
ポルフィリン症の中では晩発性皮膚ポルフィリン症に次いで2番目に多い。
急性ポルフィリン症の中では一番多い。

  - 検査
    - 尿特殊検査
      - ワトソンシュヴァルツ反応（わとそんしゅゔぁるつはんのう、Watson-Schwartz反応）
非発作時の尿（ブドウ酒色ではない）を呈色して、尿中PBGを検出する検査。
特異度は高くない。

### 尿酸代謝異常症
- 痛風
- HGPRT完全欠損症（レッシュ・ナイハン症候群）(ICD-10:E79.1)
HGPRT完全欠損症（えいちじーぴーあーるてぃーかんぜんけっそんしょう）は、プリン体代謝酵素ヒポキサンチン-グアニン-フォスフォリボシルトランスフェラーゼ（以下HGPRT）の完全欠損症。
  - 病態
プリン体をサルベージする酵素HGPRTの欠損でプリン体がサルベージされずにどんどん尿酸に代わるため、産生過剰型高尿酸血症を来たす。
  - 原因
プリン体代謝酵素の一種であるHGPRTが完全欠損する遺伝子疾患。
- APRT欠損症
- URAT1欠損症（腎性低尿酸血症）は腎臓型尿酸トランスポーター欠損に伴い、尿酸再吸収が行われず、尿中への尿酸排泄が増加する。その結果低尿酸血症を来たし、尿路結石を合併しやすくなる。運動後急性腎不全も合併しやすい。治療は尿路結石の予防として飲水を増やす。運動後急性腎不全の予防としてビタミンCやビタミンEを投与したり、運動前にアロプリノールを投与することもある。

### 電解質代謝異常症
- 高クロール血症
高クロール血症（こうくろーるけっしょう）は、血清中のクロール濃度が高い状態。
- 低クロール血症
低クロール血症（ていくろーるけっしょう）は、血清中のクロール濃度が低い状態。
- 高燐酸血症（高リン酸血症、高Pi血症、高リン血症、高P血症）
高燐酸血症（こうりんさんけっしょう）は、血清中の燐酸濃度が高い状態。
  - 代表疾患
    - 末端肥大症
    - 腎不全
腎臓からの排泄低下による。
- 低燐酸血症
低燐血症（ていりんけっしょう）は、血清中の燐濃度が低い状態。
- 高カリウム血症（高K血症）(ICD-10:E87.5)
高カリウム血症（こうかりうむけっしょう）は、血清中のカリウム濃度が高い状態。
  - 原因
高カリウム血症は、細胞内カリウムとの平衡が血液側へ傾いたり、腎臓からのカリウム排泄が低下する事によって起こる。
  - 代表疾患
    - 多腺性自己免疫症候群II型
副腎皮質機能低下症より、鉱質コルチコイドの内分泌が低下して、高カリウム血症になる。
- 低カリウム血症（低K血症）(ICD-10:E87.6)
低カリウム血症（ていかりうむけっしょう）は、血清中のカリウム濃度が低い状態。
  - 原因
カリウムの摂取不足や、細胞内カリウムとの平衡が細胞側へ傾いたり、腎臓や腸管からのカリウム排泄が亢進する事によって起こる。
  - 代表疾患
    - 原発性アルドステロン症
鉱質コルチコイドの異常な分泌によって、血清ナトリウム濃度が上昇する代わりに腎臓からのカリウム排泄が亢進する。
    - 腎血管性高血圧
腎臓の血管に障害が起こって腎血流が低下し、これを体全体の血圧の低下と勘違いした腎臓が血圧を上げるホルモン : レニンを分泌して、鉱質コルチコイドが駆動されて、血清ナトリウム濃度が上昇する代わりに腎臓からのカリウム排泄が亢進する。
    - クッシング症候群
糖質コルチコイドの鉱質コルチコイド作用によって、血清ナトリウム濃度が上昇する代わりに腎臓からのカリウム排泄が亢進する。
    - バーター症候群
腎臓でのNa+-K+-2Cl-共輸送体の機能不全によってカリウム排泄が亢進する。
    - ギテルマン症候群
腎臓の遠位尿細管におけるサイアザイド感受性NaCl共輸送体の遺伝子異常による。
    - リドル症候群
腎臓でのアミロライド感受性ナトリウムチャンネルの抑制不全によってカリウム排泄が亢進する。
    - 抗利尿ホルモン不適合分泌症候群
抗利尿ホルモンの異常な分泌によってカリウムに比べて相対的に水の排泄が弱まり、血清カリウム濃度が低下する。
    - 低カリウム四肢麻痺
俗名：テタニン。急激に血液中にカリウムが排出されたことにより体細胞内のバランスが崩れ、手または足に強い痛みを起こす（発作）。大抵、カリウムの補充が出来ないと、歩行不能などの症状が起こり単独行動は激痛に感じる感覚により困難となる。
    - 下痢
便中にカリウムが排泄されるため、便の量が増加するために血清カリウムが減少する。
- 高カルシウム血症
高カルシウム血症（こうかるしうむけっしょう）は、血清中のカルシウム濃度が高い状態。
  - 代表疾患
    - 副甲状腺機能亢進症
副甲状腺ホルモンの異常な分泌によって血清カルシウム濃度があがる。
    - サルコイド肉芽腫症
サルコイド肉芽腫からビタミンDが分泌され、血清カルシウム濃度があがる。
    - 多発性骨髄腫
腫瘍細胞によって骨が溶かされる。骨が溶ける事を骨融解と言う。骨融解によって骨の成分であったカルシウムが血中に入る。
- 低カルシウム血症
低カルシウム血症（ていかるしうむけっしょう）は、血清中のカルシウム濃度が低い状態。
  - 代表疾患
    - 急性膵炎
膵臓から漏れ出した膵液が周囲の脂肪組織を溶かす。脂肪から分解してできるトリグリセリドが血中のカルシウムイオンと結合してしまう結果、活性型カルシウム濃度が低下する。
    - 慢性腎不全
ビタミンDの代謝障害によって血清カルシウム濃度が低下する。
- 高マグネシウム血症
高マグネシウム血症（こうまぐねしうむけっしょう）は、血清中のマグネシウム濃度が高い状態。
- 低マグネシウム血症
低マグネシウム血症（ていまぐねしうむけっしょう）は、血清中のマグネシウム濃度が低い状態。
- 高ナトリウム血症（高Na血症）(ICD-10:E87.0)
高ナトリウム血症（こうなとりうむけっしょう）は、血清中のナトリウム濃度が高い状態。
  - 概要
血清ナトリウム濃度はナトリウムの摂取-排泄と、水分のバランスによって調節されている。
  - 原因
ナトリウムの摂り過ぎか、体液に対するナトリウムの相対的な排泄の低下か、ナトリウムに対する体液の相対的な低下によって起こる。
  - 代表疾患
    - 尿崩症 : 低張尿の過剰な排泄によってナトリウムに対する体液のバランスが相対的に低下して起こる。
    - クッシング症候群
糖質コルチコイドのナトリウム保持作用によってナトリウムの排泄低下によって起こる。
    - 原発性アルドステロン症
鉱質コルチコイドのナトリウム保持作用によってナトリウムの排泄低下によって起こる。
    - バーター症候群
ナトリウムチャンネルの異状によってナトリウムの排泄低下によって起こる。
- 低ナトリウム血症（低Na血症）(ICD-10:E87.1)
低ナトリウム血症（ていなとりうむけっしょう）は、血清中のナトリウム濃度が低い状態。
  - 概要
血清ナトリウム濃度はナトリウムの摂取-排泄と水分のバランスによって調節されている。
  - 原因
ナトリウムの摂取不足か、体液に対するナトリウムの相対的な排泄過剰か、ナトリウムに対する体液の相対的な増加によって起こる。
  - 代表疾患
    - 抗利尿ホルモン不適合分泌症候群 (SIADH)
抗利尿ホルモンの過剰な分泌によって、ナトリウムに対する体液の相対的な増加で起こる。
    - 汎下垂体機能低下症
続発性副腎皮質機能不全によって、鉱質コルチコイドのナトリウム保持作用が低下して起こる。
    - 甲状腺機能低下症
ナトリウムに対する細胞外液の相対的な増加によって起こる。
    - 慢性原発性副腎皮質機能低下症
鉱質コルチコイドのナトリウム保持作用が低下して起こる。
    - MRHE (mineralocorticoid-responsive hyponatremia of elderly)
加齢による腎Na保持能の低下が契機になると考えられている。SIADHの診断基準に酷似するが、軽度の脱水が見られる点がSIADHと異なる。治療は鉱質コルチコイドの補充である。

## 検査

### 下垂体
- 下垂体前葉機能検査
  - 四者負荷試験
下垂体前葉機能のスクリーニング検査。GRH, CRH, LHRH, TRHを同時に静注し、GH, ACTH, F, LH, FSH, TSH, PRLの経時的変化をみる。
- 抗利尿ホルモン分泌能
  - 水制限試験
水制限試験（みずせいげんしけん）は、水分補給を暫く断つ試験。
    - 目的
抗利尿ホルモンの分泌を抑制する事。

  - 高張食塩水負荷試験
高張食塩水負荷試験（こうちょうしょくえんすいふかしけん）は、高い濃度の食塩水を補給する試験。
    - 目的
      1. 抗利尿ホルモンの分泌能を調べる事
      2. 鉱質コルチコイドの分泌能を調べる事

    - 原理
      1. 目的1
ナトリウムの負荷による体液の浸透圧の上昇を視床下部にある浸透圧受容体が感知し、抗利尿ホルモンの分泌を刺激する事で体液を薄めて浸透圧を下げようとするホメオスタシスを利用する。
      2. 目的2
ナトリウムの負荷によって血圧が上昇していると勘違いした傍糸球体装置がレニン分泌を抑制する結果、RAA系が抑制されるホメオスタシスを利用する。

    - 方法
早朝の安静時に床に寝た状態で2時間掛けて約2lの生理食塩水を点滴静注する。
    - 判定
      1. 目的1

| 尿浸透圧       | 判定                             |
| -------------- | -------------------------------- |
| 低下していない | 心因性多飲症や糖尿病や腎不全など |
| 低下している   | 腎性尿崩症か中枢性尿崩症         |

- -     -       1. 目的2

| 血中鉱質コルチコイド | 判定                   |
| -------------------- | ---------------------- |
| 1/2以上              | 原発性アルドステロン症 |
| ～1/2以下            | 本態性高血圧           |

### 耐糖能
- OGTT - HOMA-R -HOMA-β[2][出典無効]
- グルカゴン負荷試験 : グルカゴンを投与して血糖と血中CPR値を計る検査。
  - 目的
インスリン分泌能を調べること。
  - 原理
グルカゴンは血糖を上げるホルモンなのでグルカゴンによって血糖が上昇すると、正常であれば血糖を下げるインスリンが血中に分泌される。またグルカゴンそのものもインスリン分泌作用を持っている。
  - 方法
早朝空腹時にグルカゴン1mgを静脈注射して、6分後に採血をして、得られた血液の血糖値と血中CPR値を測定する。
  - 判定

| 血中CPR値    | インスリン分泌能 | 判定                   |
| ------------ | ---------------- | ---------------------- |
| 異常高値     | 自律的分泌       | インスリン産生腫瘍等   |
| 1.0ng/mL以上 | 余力あり         | 正常又は軽度耐糖能異常 |
| 1.0ng/mL未満 | 余力なし         | インスリン療法が必要   |